# Neodietrichia
Nedietrichia és un gènere d'aranyes araneomorfes de la subfamília Erigoninae, dins de la família Linyphiidae. Es pot trobar al Canadà i els Estats Units.
L'aracnòleg H. Özdikmen, en un treball de l'any 2008, va canviar el nom del  gènere al seu nom actual  des de l'anterior Dietrichia Crosby i Bishop, 1933, ja que aquest ja estava ocupat per Dietrichia Reck, 1921, un gènere de mol·luscs bivalves.
Conté una única espècie Neodietrichia hesperia (Crosby & Bishop, 1933)